# Научный музей Никитского ботанического сада
Научный музей Никитского ботанического сада был создан в 1892 году первоначально как музей наглядных пособий при училище садоводства и виноградарства. В 1927 году его дом был разрушен землетрясением. 16 декабря 1972 года к 160-летнему юбилею Сада музей вновь открылся в специально построенном для него помещении на территории арборетума Сада.

## Собрание
Никитский ботанический сад — комплексное научно-исследовательское учреждение, одно из старейших на Украине, которое ведёт работы по вопросам плодоводства и ботаника. Дендрарий сада является уникальным собранием растений со всех континентов, популярным местом отдыха и экскурсий. Расположен на Южном берегу Крыма между поселком Никита и Чёрным морем за 7 км от Ялты.
Музей Сада был создан в 1892 году как музей наглядных пособий Училища садоводства, виноградарства и виноделия. Оно готовило мастеров высшей категории того времени. В 1927 году его здание было разрушено землетрясением. Музей начал работать в режиме выставок, переезжая по различным помещениям Сада. 16 декабря 1972 к 160-летнему юбилею Сада, музей вновь открылся в специально построенном для него двухэтажном здании на территории арборетума в Саду. Профиль музея — ботанический и сельскохозяйственный. Его собрание насчитывает более 3 тыс. экспонатов. Экспозиция рассказывает историю Никитского ботанического сада, иллюстрирует деятельность 5 научных отделов, в составе которых 19 лабораторий. Экспозиция уделяет внимание охране природы и растительного мира, флоре и ее использованию человеком. Она была сформирована в 1982 году, после очередного ремонта здания.
Первый раздел посвящён лаборатории флоры и растительности, которая занимается изучением дикорастущих растений Крыма. Восток, хранится, насчитывает 169 тысяч гербарных листов. Одна из ценностей коллекции — редкий вид пшеницы беотийской («Triticum boeoticum»), важный селекционно-генетический материал, один из предков современных растений.
Сад хранит различные южные плодовые культуры, более 11.000 сортов персика, фейхоа, миндаля, абрикоса, инжира, граната, черешни, киви, хурмы. Муляжи сортов селекции представлены в музее. Гордостью являются коллекции цветочных растений. Более 50 видов семена конца 19-начала 20 века хранится в специальных стеклянных хранилищах. Коллекция шишек унаследованная от музея училища. Среди экспонатов также выделяется огромный плод сейшельской пальмы Владимира Любименко. В 2003 году в музее была открыта выставка насекомых и грибов.
Другая лаборатория посвящена природному заповеднику «Мыс Мартьян». Уникальность и научная ценность заповедника заключается в том, что здесь сохраняются типичные природные ландшафты и богатый генофонд флоры и фауны средиземноморского типа, что связано с его расположением на северной границе Средиземноморской флористической области. Акватория заповедника — одна из немногих участков, которая сохранилась на Южном берегу Крыма в природном состоянии, с типичной донной растительностью, которая отличается высоким биоразнообразием.
В 2015 году Музей Никитского сада принят в Ассоциацию естественно-исторических музеев Российской Федерации, входит в международный совет музеев (ICOM).